# Fjodor Fomitsch Petruschewski

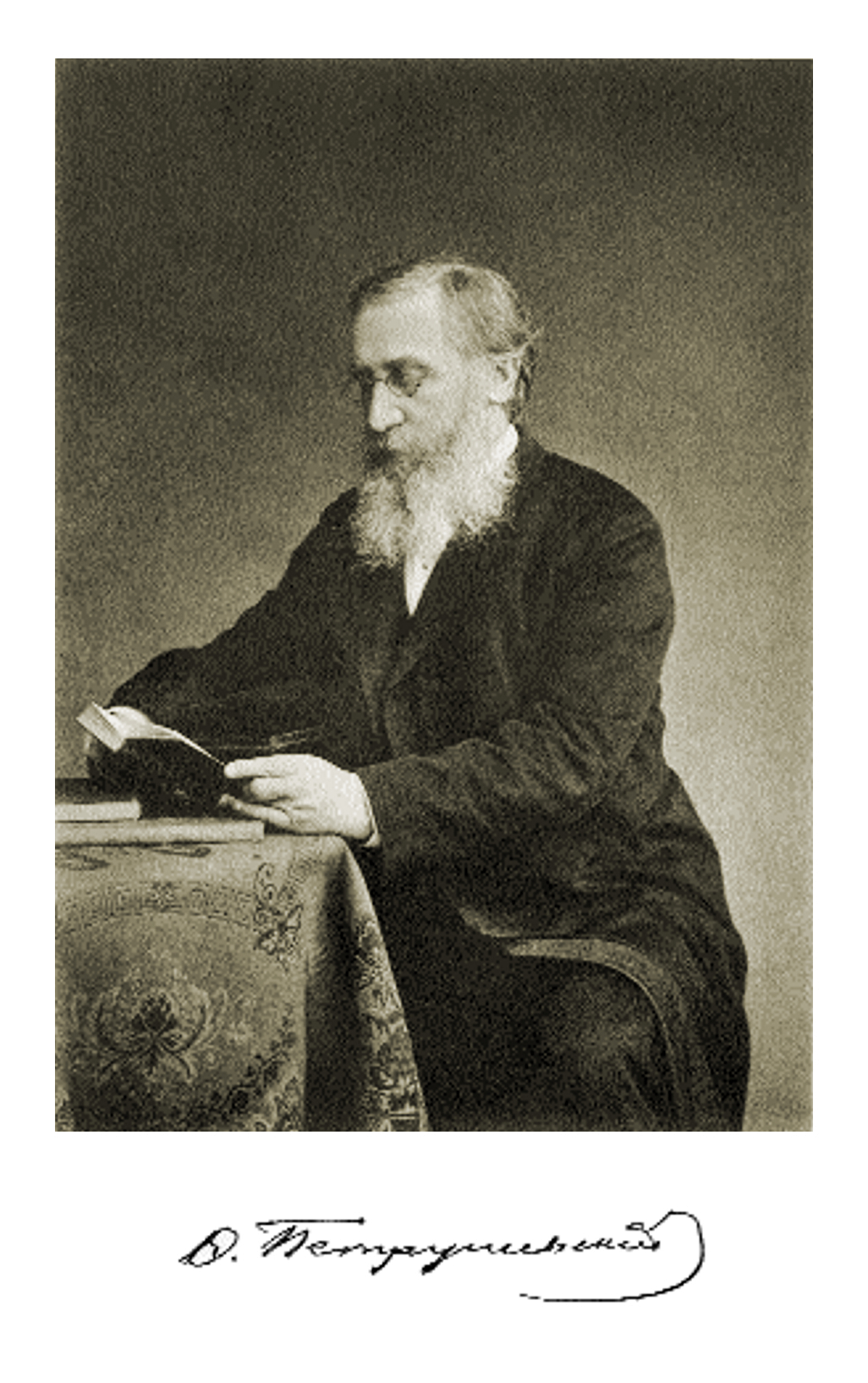
Fjodor Fomitsch Petruschewski (1904)

Fjodor Fomitsch Petruschewski (russisch Фёдор Фомич Петрушевский; * 24. Märzjul. / 5. April 1828greg.; † 17. Februarjul. / 1. März 1904greg. in Sankt Petersburg) war ein russischer Physiker und Hochschullehrer.

## Leben
Petruschewski war der Sohn des Metrologen Foma Iwanowitsch Petruschewski. Nach dem Abschluss des 3. St. Petersburger Gymnasiums 1846 studierte Petruschewski Physik an der Universität St. Petersburg mit Abschluss 1851. Darauf wurde er von der Universität als Assistent des Astronomen Alexei Nikolajewitsch Sawitsch in das Gouvernement Cherson zur Beobachtung der totalen Sonnenfinsternis 1851 abgeordnet.
Ab 1853 unterrichtete Petruschewski Mathematik und Physik an Gymnasien in St. Petersburg und ab 1857 in Kiew. 1862 arbeitete er experimentell bei Emil Lenz an der Universität St. Petersburg, von der er im gleichen Jahr nach Verteidigung seiner Magister-Dissertation Methoden zur Bestimmung der Pole von Magneten und Elektromagneten zum Magister der Physik promoviert wurde. Er wurde Assistent von Emil Lenz, und als Magister war er berechtigt, Vorlesungen zu halten. Nach Lenzes Tod 1865 übernahm er fast alle seine Vorlesungen. Im gleichen Jahr wurde er mit seiner Dissertation Über die normale Magnetisierung zum Doktor der Physik promoviert und leitete nun den Physik-Lehrstuhl der Universität St. Petersburg. Insbesondere kümmerte er sich um die Organisation des Physik-Laboratoriums und des Physik-Instituts der Universität. Er richtete als erster in Russland ein physikalisches Praktikum für Studenten ein. Als einer der ersten bot er 1876 einen Elektromagnetismus-Kurs an. Daneben las er an der Minenoffiziersschule in Kronstadt, wo er 1874 ein spezielles Physik-Kabinett einrichtete, am St. Petersburger Verkehrsinstitut, am St. Petersburger Technologie-Institut und an anderen Hochschulen.
Petruschewski entwickelte neuartige optische Geräte und Beleuchtungseinrichtungen. Er untersuchte das Reflexionsvermögen heller Oberflächen und sammelte viele Daten, die für die Herstellung von Ölfarben wichtig wurden. Bei Batterien untersuchte er die Elektrische Spannung und den Innenwiderstand in Abhängigkeit von Temperatur und Zusammensetzung der Elektrolyt-Lösung.
Petruschewski initiierte die Gründung der Russischen Physikalischen Gesellschaft, deren erster Präsident er 1872 wurde. 1978 vereinigte er sie mit der Chemischen Gesellschaft und blieb ihr Präsident bis 1901. 1878 wurde er Wirklicher Staatsrat. Ab 1891 war er der Hauptredakteur für die reinen und angewandten Naturwissenschaften der Brockhaus-Efron-Enzyklopädie und schrieb Artikel zur Physik, Geschichte der Physik sowie zur Technik.
Petruschewski wurde auf dem St. Petersburger Smolenski-Friedhof begraben. Die Physikalisch-Chemische Gesellschaft stiftete den Petruschewski-Physikpreis. Petruschewskis Brüder waren der Militärschriftsteller und Biograph A. W. Suworows Alexander Petruschewski und die Generäle Wassili Petruschewski und Michail Petruschewski.

## Ehrungen
- Russischer Orden der Heiligen Anna I. Klasse
- Russischer Sankt-Stanislaus-Orden I. Klasse
- Orden des Heiligen Wladimir III. Klasse